# 小行星5703
小行星5703（英語：5703 Hevelius）是一颗围绕太阳公转的小行星。1931年11月15日，卡尔·威廉·雷睦斯在海德堡发现了此天体。
这颗小行星的绝对星等为13.05276683203103等。